# セテワヨ・カムパンデ
セテワヨ・カムパンデ（ズールー語: Cetshwayo kaMpande、1826年 - 1884年2月8日）は、ズールー王国第4代国王（在位：1873年9月1日 - 1879年7月4日）。

## 略歴
ズールー国王であるムパンデ・カセンザンガコナの第1子として誕生。ムパンデの死後、国王に即位して慣習により新首都を建設、「ウルンディ」と名づけた。初代国王のシャカが創立した軍制を再び採用するとともに、マスケット銃をインビと呼ばれる連隊に配備するなどの軍備増強を行った。

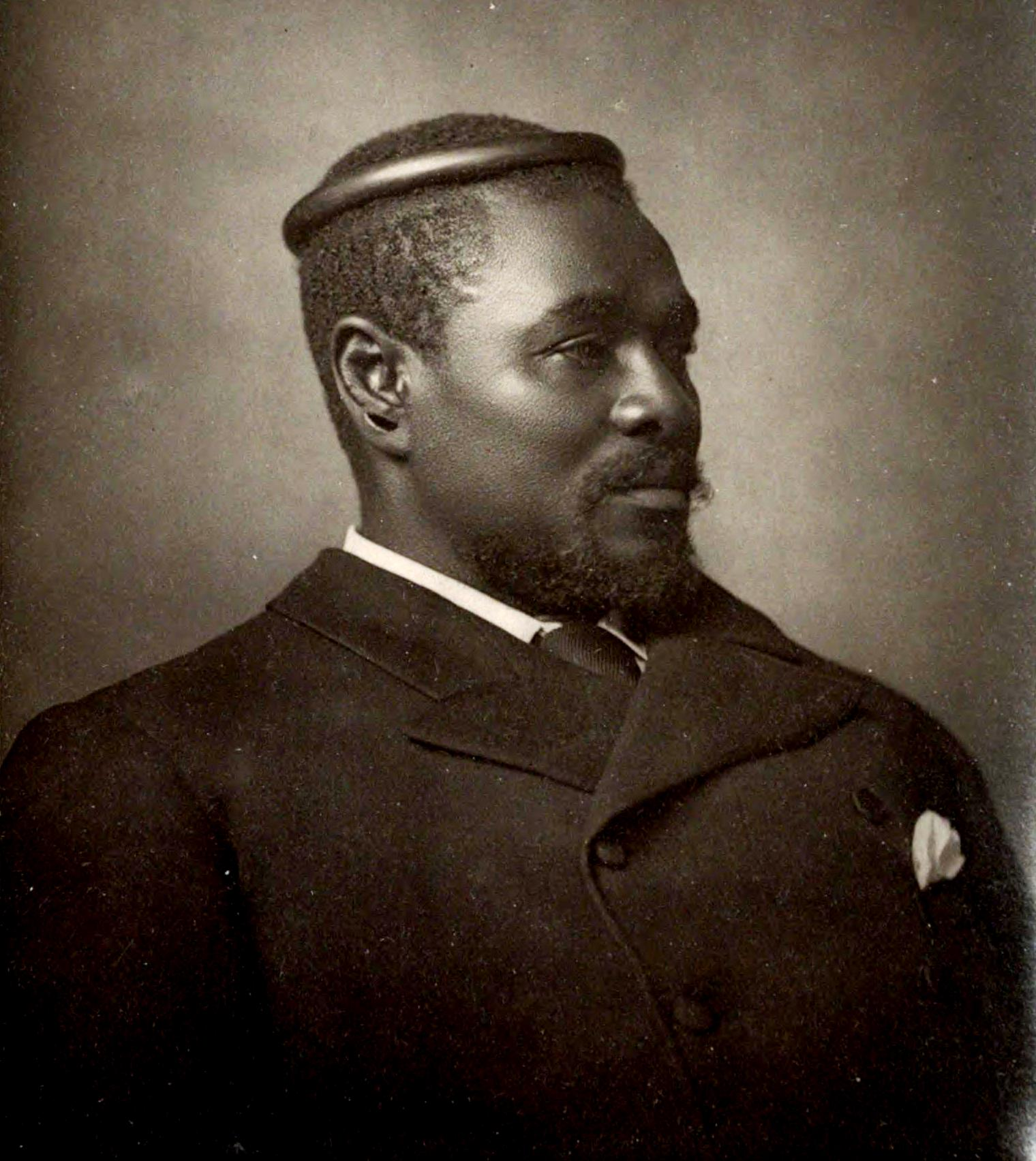
ズールー戦争後、ロンドンでのセテワヨ

セテワヨは、国内に在住するキリスト教宣教師を追放し、1877年にはイギリス植民地との国境線付近でイギリス人測量師を拘束した。
これに対して南アフリカ高等弁務官のサー・ヘンリー・バートル・フレア准男爵は、セテワヨに対して損害賠償と部隊の駐留、インビの解散など、ズールー王国の保護国化を要求した。
セテワヨは損害賠償以外の要求を拒否すると1879年、イギリスはズールー王国に侵攻しズールー戦争が勃発した。
緒戦ではイギリス部隊を壊滅し、撤退させるなど優勢であったが、部隊を増強したイギリス軍の前に劣勢となった。1879年7月1日には首都ウルンディに侵攻し、市内を放火、7月4日には王宮が攻められセテワヨは脱出した。しかし8月28日に拘束されケープタウンに移送された。ズールー王国はイギリスにより保護国化され、12に分割された。

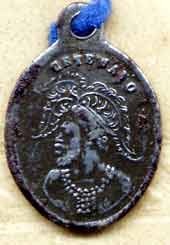
ロンドンで来訪者に送ったメダル

1882年、イギリス本土のロンドンへの移動が認められ女王ヴィクトリアと会談、ズールーランドへの帰還を要請した。
セテワヨの退位後、ボーア人の支援のもとで血族間の抗争が絶えなかったため、1883年1月10日、イギリスはセテワヨをズールーランドに帰還させ、復位させ、ウルンディ周辺の施政権を返上した。しかしセテワヨに以前の影響力は無く、ウルンディが襲撃されてセテワヨは負傷しながらもヌカンドラ森に逃亡した。10月15日、イギリスの護衛を受けて南部のエショウェに着いた。
1884年、セテワヨはエショウェで亡くなり、ヌカンドラの森に埋葬された。検死が行われなかったため心臓発作と診断されたが、同時期にズールーの有力者も同様な様子で亡くなったことからイギリスまたはボーア人による毒殺の可能性も指摘されている。